# Lagarde (Gers)
Lagarde – miejscowość i gmina we Francji, w regionie Oksytania, w departamencie Gers.
Według danych na rok 1990 gminę zamieszkiwało 165 osób, a gęstość zaludnienia wynosiła 19 osób/km² (wśród 3020 gmin regionu Midi-Pireneje Lagarde plasuje się na 898. miejscu pod względem liczby ludności, natomiast pod względem powierzchni na miejscu 1192.).